# Fussballclub Wohlen 1904 2008-2009
Questa voce raccoglie le informazioni riguardanti il Fussballclub Wohlen 1904 nelle competizioni ufficiali della stagione 2008-2009.

## Stagione
Nella stagione 2008-2009 il Wohlen, allenato da Martín Rueda, concluse il campionato di Challenge League al 6º posto. In Coppa Svizzera il Wohlen fu eliminato al secondo turno dal Grasshoppers.

## Rosa
| N. |                     | Ruolo | Calciatore       |
| -- | ------------------- | ----- | ---------------- |
| 1  | Svizzera (bandiera) | P     | Reto Felder      |
| 2  | Serbia (bandiera)   | D     | Dušan Cvetinović |
| 3  | Svizzera (bandiera) | D     | Massimo Mancino  |
| 4  | Svizzera (bandiera) | C     | Leonel Romero    |
| 5  | Italia (bandiera)   | C     | José Mamone      |
| 6  | Brasile (bandiera)  | C     | Alex             |
| 7  | Svizzera (bandiera) | C     | Michael Keller   |
| 8  | Svizzera (bandiera) | C     | Nico Stadelmann  |
| 9  | Svizzera (bandiera) | A     | Chad Bartlome    |
| 13 | Svizzera (bandiera) | D     | Markus Meier     |
| 14 | Svizzera (bandiera) | C     | Tobias Müller    |

| N. |                     | Ruolo | Calciatore       |
| -- | ------------------- | ----- | ---------------- |
| 15 | Svizzera (bandiera) | D     | Simon Roduner    |
| 17 | Svizzera (bandiera) | A     | Luca Ladner      |
| 20 | Kosovo (bandiera)   | A     | Zahir Idrizi     |
| 21 | Svizzera (bandiera) | D     | Ivan dal Santo   |
| 21 | Svizzera (bandiera) | C     | Michael Diethelm |
| 23 | Spagna (bandiera)   | C     | Raúl Cabanas     |
| 25 | Svizzera (bandiera) | A     | Goran Karanović  |
| 25 | Nigeria (bandiera)  | A     | Alfred Omofefe   |
| 26 | Svizzera (bandiera) | P     | Patrick Schmidt  |
|    | Uruguay (bandiera)  | A     | Gonzalo Malán    |

## Organigramma societario
Area tecnica
- Allenatore: Martín Rueda
- Allenatore in seconda:
- Preparatore dei portieri:
- Preparatori atletici:

## Calciomercato

### Sessione estiva
| Acquisti | Acquisti           | Acquisti         | Acquisti |
| R.       | Nome               | da               | Modalità |
| -------- | ------------------ | ---------------- | -------- |
| D        | Semir Dzombic      | Wangen bei Olten |          |
| C        | Michael Diethelm   | Lucerna          |          |
| P        | Dragan Đukic       | Grasshoppers     |          |
| A        | Zahir Idrizi       | Gossau           |          |
| C        | Michael Keller     | Kriens           |          |
| D        | Markus Meier       | Kriens           |          |
| A        | Alfred Omofefe     | Delémont         |          |
| C        | Raúl Cabanas       | Winterthur       |          |
| C        | Cyril Schiendorfer | Grasshoppers II  |          |
| A        | Hazir Zenuni       | Schötz           |          |

| Cessioni | Cessioni         | Cessioni        | Cessioni |
| R.       | Nome             | a               | Modalità |
| -------- | ---------------- | --------------- | -------- |
| C        | Bem              | Tuggen          |          |
| C        | Sergio Colacino  | Kriens          |          |
| D        | Stefan Iten      | Vaduz           |          |
| A        | Goran Karanović  | Lucerna         |          |
| C        | Samir Kozarac    | Fortuna Sittard |          |
| C        | Leonel Romero    | Grasshoppers    |          |
| D        | Frédéric Schaub  | Aarau           |          |
| D        | Enrico Schirinzi | Lucerna         |          |

### Sessione invernale
| Acquisti | Acquisti         | Acquisti      | Acquisti |
| R.       | Nome             | da            | Modalità |
| -------- | ---------------- | ------------- | -------- |
| A        | Luca Ladner      | Zurigo        |          |
| D        | Dušan Cvetinović | Dinamo Vranje |          |

| Cessioni | Cessioni           | Cessioni     | Cessioni |
| R.       | Nome               | a            | Modalità |
| -------- | ------------------ | ------------ | -------- |
| P        | Dragan Đukic       | Kriens       |          |
| D        | Semir Dzombic      | Olten        |          |
| C        | Cyril Schiendorfer | Gossau       |          |
| C        | Alain Schultz      | Grasshoppers |          |

## Risultati

### Challenge League

#### andata
| Arbitro: | Rogalla |

|                                |           |  |
| Foschini 59’ (rig.) Mišura 63’ | Marcatori |  |

| Arbitro: | Schneider |

|             |           |                                  |
| Schultz 90’ | Marcatori | 13’ Costanzo 35’ Winter 90’ Dabo |

| Arbitro: | Grossen |

|                                    |           |  |
| Jagne 60’ (rig.), 65’ Ferreira 77’ | Marcatori |  |

| Arbitro: | Bertolini |

|             |           |  |
| Schultz 48’ | Marcatori |  |

| Arbitro: | Hänni |

|           |           |                                     |
| Pasche 2’ | Marcatori | 6’ Schultz 22’ Diethelm 86’ Omofefe |

| Arbitro: | Studer |

|  |           |               |
|  | Marcatori | 50’ Montandon |

| Arbitro: | Bieri |

|                                  |           |                                                     |
| Pollini 53’ Sara 70’, 78’ (rig.) | Marcatori | 43’ Müller 64’ (rig.), 73’, 77’ Schultz 68’ Omofefe |

| Arbitro: | Petignat |

|                    |           |                       |
| Keller 27’ Piu 81’ | Marcatori | 33’ Ikanovic 37’ Rama |

| Arbitro: | Laperrière |

|                           |           |                        |
| Morello 16’, 60’ Muff 38’ | Marcatori | 40’ Schultz 86’ Idrizi |

| Arbitro: | Carrell |

|                                    |           |                      |
| Romero 37’ Cabanas 50’ Omofefe 90’ | Marcatori | 10’ Madou 66’ Safari |

| Arbitro: | Zimmermann |

|              |           |                       |
| Barlecaj 66’ | Marcatori | 61’ Meier 65’ Schultz |

| Arbitro: | Klossner |

|                            |           |                          |
| Schultz 71’, 88’ Meier 90’ | Marcatori | 13’ Bouziane 81’ Moukoko |

| Arbitro: | Kever |

|                         |           |                        |
| Nganga 18’ Pavlović 55’ | Marcatori | 58’ Omofefe 66’ Romero |

| Arbitro: | Busacca |

|                        |           |  |
| Schultz 35’ Romero 49’ | Marcatori |  |

| Arbitro: | Zimmermann |

|                               |           |  |
| Diethelm 36’ Schiendorfer 90’ | Marcatori |  |

#### ritorno
| Arbitro: | Hänni |

|                                   |           |  |
| Cáceres 42’, 90’ Merenda 59’, 76’ | Marcatori |  |

| Arbitro: | Poma |

|  |           |           |
|  | Marcatori | 58’ Mądry |

| Arbitro: | Kever |

|                        |           |               |
| Meoli 25’ Biscotte 65’ | Marcatori | 70’ Karanović |

| Arbitro: | Speranda |

|  |           |                                        |
|  | Marcatori | 5’ Malacarne 19’, 62’ (rig.) Boughanem |

| Arbitro: | Devouge |

|                                |           |  |
| Renfer 23’ Rennella 76’ (rig.) | Marcatori |  |

| Arbitro: | Zimmermann |

|                                     |           |             |
| Roduner 56’ Omofefe 72’ Cabanas 78’ | Marcatori | 90’ Giménez |

| Arbitro: | Carrell |

|                        |           |                       |
| Kukuruzović 24’ (rig.) | Marcatori | 11’ Keller 57’ Idrizi |

| Arbitro: | Devouge |

|                        |           |                  |
| Omofefe 52’ Mamone 58’ | Marcatori | 17’ (rig.) Bieli |

| Arbitro: | Gremaud |

|                                                           |           |             |
| Liechti 37’ Madou 48’ Schneuwly 71’ Dussin 80’ Safari 84’ | Marcatori | 20’ Cabanas |

| Wohlen 26 aprile 2009, ore 15:00 CEST 25ª giornata | Wohlen | 0 – 0 referto | Winterthur | Stadion Niedermatten (1 205 spett.)\| Arbitro: \| Graf \| |
| Arbitro:                                           | Graf   |               |            |                                                           |

| Ginevra 2 maggio 2009, ore 19:00 CEST 26ª giornata | Servette | 0 – 0 referto | Wohlen | Stade de Genève (1 555 spett.)\| Arbitro: \| Grossen \| |
| Arbitro:                                           | Grossen  |               |        |                                                         |

| Wohlen 9 maggio 2009, ore 17:30 CEST 27ª giornata | Wohlen    | 0 – 0 referto | Sciaffusa | Stadion Niedermatten (950 spett.)\| Arbitro: \| Bertolini \| |
| Arbitro:                                          | Bertolini |               |           |                                                              |

| Arbitro: | Gremaud |

|                |           |  |
| Idrizi 1’, 68’ | Marcatori |  |

| Arbitro: | Lanfranchi |

|            |           |            |
| Doudin 62’ | Marcatori | 84’ Romero |

| Arbitro: | Hänni |

|             |           |                     |
| Machado 24’ | Marcatori | 9’, 39’, 62’ Idrizi |

### Coppa Svizzera
| 19 settembre 2008, ore 20:00 CEST Primo turno | Sursee | 0 – 2 | Wohlen |  |

| 18 ottobre 2008, ore 17:30 CEST Secondo turno | Wohlen | 2 – 3 | Grasshoppers |  |

## Statistiche

### Statistiche di squadra
| Competizione     | Punti | In casa | In casa | In casa | In casa | In casa | In casa | In trasferta | In trasferta | In trasferta | In trasferta | In trasferta | In trasferta | Totale | Totale | Totale | Totale | Totale | Totale | DR |
| Competizione     | Punti | G       | V       | N       | P       | Gf      | Gs      | G            | V            | N            | P            | Gf           | Gs           | G      | V      | N      | P      | Gf     | Gs     | DR |
| ---------------- | ----- | ------- | ------- | ------- | ------- | ------- | ------- | ------------ | ------------ | ------------ | ------------ | ------------ | ------------ | ------ | ------ | ------ | ------ | ------ | ------ | -- |
| Challenge League | 45    | 15      | 8       | 3       | 4       | 21      | 16      | 15           | 5            | 3            | 7            | 22           | 31           | 30     | 13     | 6      | 11     | 43     | 47     | -4 |
| Coppa Svizzera   | -     | 1       | 0       | 0       | 1       | 2       | 3       | 1            | 1            | 0            | 0            | 2            | 0            | 2      | 1      | 0      | 1      | 4      | 3      | +1 |
| Totale           | 45    | 16      | 8       | 3       | 5       | 23      | 19      | 16           | 6            | 3            | 7            | 24           | 31           | 32     | 14     | 6      | 12     | 47     | 50     | -3 |

### Andamento in campionato
| Giornata  | 1  | 2  | 3  | 4  | 5  | 6  | 7  | 8  | 9  | 10 | 11 | 12 | 13 | 14 | 15 | 16 | 17 | 18 | 19 | 20 | 21 | 22 | 23 | 24 | 25 | 26 | 27 | 28 | 29 | 30 |
| --------- | -- | -- | -- | -- | -- | -- | -- | -- | -- | -- | -- | -- | -- | -- | -- | -- | -- | -- | -- | -- | -- | -- | -- | -- | -- | -- | -- | -- | -- | -- |
| Luogo     | T  | C  | T  | C  | T  | C  | T  | C  | T  | C  | T  | C  | T  | C  | C  | T  | C  | T  | C  | T  | C  | T  | C  | T  | C  | T  | C  | C  | T  | T  |
| Risultato | P  | P  | P  | V  | V  | P  | V  | N  | P  | V  | V  | V  | N  | V  | V  | P  | P  | P  | P  | P  | V  | V  | V  | P  | N  | N  | N  | V  | N  | V  |
| Posizione | 10 | 13 | 14 | 13 | 11 | 12 | 11 | 11 | 11 | 10 | 9  | 7  | 6  | 6  | 4  | 6  | 6  | 6  | 7  | 8  | 7  | 6  | 6  | 6  | 6  | 6  | 6  | 6  | 6  | 6  |

Legenda:

Luogo: C = Casa; T = Trasferta. Risultato: V = Vittoria; N = Pareggio; P = Sconfitta.

### Statistiche dei giocatori
| A. Alex         | 20 | 0  | 2 | 0 |
| C. Bartlome     | 8  | 0  | 2 | 0 |
| R. Cabanas      | 28 | 3  | 4 | 0 |
| D. Cvetinović   | 12 | 0  | 2 | 0 |
| M. Diethelm     | 26 | 2  | 4 | 0 |
| S. Dzombic      | 2  | 0  | 0 | 0 |
| R. Felder       | 24 | 0  | 1 | 0 |
| Z. Idrizi       | 21 | 7  | 3 | 0 |
| G. Karanović    | 6  | 1  | 0 | 0 |
| M. Keller       | 27 | 2  | 1 | 1 |
| L. Ladner       | 11 | 0  | 3 | 0 |
| G. Malán        | 0  | 0  | 0 | 0 |
| J. Mamone       | 21 | 1  | 4 | 1 |
| M. Mancino      | 27 | 0  | 3 | 0 |
| M. Meier        | 11 | 2  | 0 | 0 |
| T. Müller       | 29 | 1  | 3 | 1 |
| A. Omofefe      | 23 | 6  | 1 | 0 |
| P. Piu          | 6  | 1  | 0 | 0 |
| S. Roduner      | 30 | 1  | 3 | 0 |
| L. Romero       | 25 | 4  | 6 | 0 |
| I. Santo        | 27 | 0  | 7 | 0 |
| C. Schiendorfer | 4  | 1  | 0 | 0 |
| P. Schmidt      | 2  | 0  | 0 | 0 |
| A. Schultz      | 15 | 11 | 3 | 0 |
| N. Stadelmann   | 4  | 0  | 0 | 0 |
| H. Zenuni       | 3  | 0  | 1 | 0 |
| D. Đukic        | 4  | 0  | 0 | 0 |